# مجموعة بكين كابيتال
مجموعة بكين كابيتال، والمعروفة أيضًا باسم (BCG) أو كابيتال جروب، هي شركة مملوكة مباشرة لجنة الشركات المملوكة للدولة في بكين بلدية (بكين ساساك) تحت إشرافها إشراف وإدارة الأصول . يقع مقرها في بكين ، ولديها شبكة أعمال تغطي الصين وكذلك الأسواق الخارجية ، وخمس شركات تابعة مدرجة وإجمالي أصول يزيد عن 180 مليار يوان صيني (30 مليار دولار أمريكي).